# Vasárnap
Vasárnap (/ˈvɒʃaːɾnɒp/) est un quotidien slovaque de langue hongroise fondé en 2001, relayant le supplément hebdomadaire éponyme du journal quotidien Új Szó. Son nom signifie « dimanche » en hongrois. Il traite essentiellement des informations portant sur la minorité magyarophone de Slovaquie et l'actualité hongroise.